# Bagaran (Armavir)
Pour l’article homonyme, voir Bagaran.
Bagaran (en arménien Բագարան ; anciennement Haji-Bayramli) est une communauté rurale du marz d'Armavir, en Arménie. Elle compte 555 habitants en 2009.
L'ancienne capitale arménienne Bagaran est située de part et d'autre de la frontière arméno-turque, la partie arménienne étant comprise sur le territoire de l'actuelle communauté.